# شهرستان برت (نبراسکا)
شهرستان برت، نبراسکا (به انگلیسی: Burt County, Nebraska) یک سکونتگاه مسکونی در ایالات متحده آمریکا است که در نبراسکا واقع شده‌است.

## خصوصیات
شهرستان برت ۱٬۲۸۷٫۲۳ کیلومترمربع مساحت دارد.